# Червоные Поды
Червоные Поды (укр. Червоні Поди) — село, Новопольский сельский совет, Криворожский район, Днепропетровская область, Украина.
Основано в качестве еврейской земледельческой колонии Червоный Под.
Код КОАТУУ — 1221884717. Население по переписи 2001 года составляло 369 человек.

## Географическое положение
Село Червоные Поды находится на берегу канала Днепр — Кривой Рог, в 2-х км от окраин города Кривой Рог. Рядом проходит автомобильная дорога Н-11. К селу примыкает массив садовых участков и аэродром «Долгинцево» (база 363-го военно-транспортного авиаполка).